# Secret Six

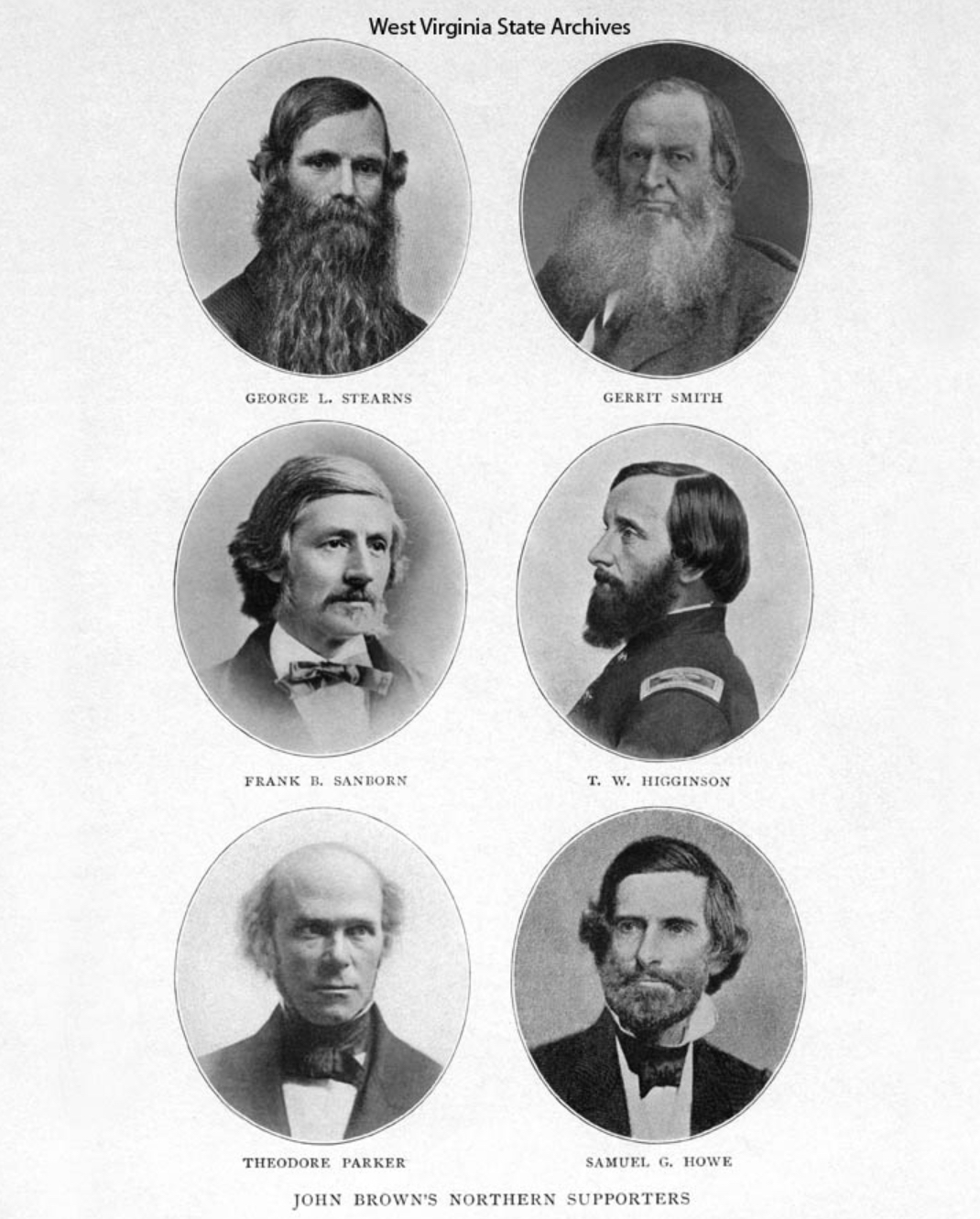
Les Secret Six

Les Secret Six, ou le Secret Committee of Six, composé de Thomas Wentworth Higginson, Samuel Gridley Howe, Theodore Parker, Franklin Benjamin Sanborn, Gerrit Smith et George Luther Stearns ainsi que Frederick Douglass, fournirent secrètement des fonds, destinés à la lutte armée, menée par l'abolitionniste John Brown. Ces six (sept en fait) hommes avaient rejoint la cause abolitionniste bien avant leur rencontre avec John Brown et étaient convaincus que l'esclavage ne disparaîtrait pas sans combat.

## Histoire
Brown projetait de s'emparer des armes entreposées à l'arsenal fédéral de Harpers Ferry en Virginie afin de mener une rébellion d'esclaves dans le Sud. Cependant, alors qu'il n'est pas certain que les Six connaissaient les plans de Brown, ils ne soutenaient pas tous la violence comme méthode d'éradication de l'esclavage. Brown les rencontra à plusieurs reprises, entre 1858 et 1859, pour discuter de sa stratégie contre le système esclavagiste,.
En octobre 1859, les plans de Brown échouent. Pendant et après son procès, le New York Times et le New York Herald font le lien entre Brown et les Six. Le 7 novembre, Smith demande son internement dans un asile psychiatrique, niant avoir soutenu Brown. Howe, Sanborn et Stearns fuient au Canada pour éviter une arrestation. Parker, alors au stade ultime de la tuberculose reste en Europe, jusqu'à sa mort en 1860. Il publie cependant une lettre ouverte intitulée John Brown's Expedition Reviewed (Critique de l'expédition de John Brown), justifiant les actes de Brown et le droit des esclaves à tuer leurs maîtres. Higginson est le seul à demeurer aux États-Unis, d'où il proclame son soutien à Brown.  Le 2 novembre, Brown est condamné à mort pour meurtres, conspiration et trahison envers l'État de Virginie. Il est pendu le 2 décembre 1859.